# Teatro de Ópera e Balé da República Chuváchia
O Teatro de Ópera e Balé da República Chuváchia (em chuvache Чӑваш патшалăх оперăпа балет театрĕ, em russo:   Чувашский государственный театр оперы и балета) é um edifício da cidade de Cheboksary, capital da Chuváchia, na Federação Russa. 

## História
O teatro foi fundado em 1960 por Boris Semënovič Markov, de que foi também primeiro diretor. Foi inaugurado com a ópera Moinho de água (em chuvache Шывармань) de F. Vasilev. A direção foi de Boris S. Markov.
Em 1967 a Ópera Narspi, de G. Hirbyu, ganhou o prêmio estatal ChASSR.
A atual denominação foi dada em 1993.